# Rod Loyola
Rod Loyola, né le 28 février 1974, est un homme politique canadien, membre du Nouveau Parti démocratique de l'Alberta.
De 2015 à 2025, il est élu à l'Assemblée législative de l'Alberta représentant la circonscription d'Edmonton–Ellerslie. 